# Tenrec musaranya cuallarg
El tenrec musaranya cuallarg (Microgale longicaudata) és una espècie de tenrec musaranya endèmica de Madagascar. Els seus hàbitats naturals són els boscos humits de terres baixes tropicals o subtropicals i les montanes humides tropicals i subtropicals. Està amenaçat per la pèrdua d'hàbitat.